# Wahlkommission Thailands

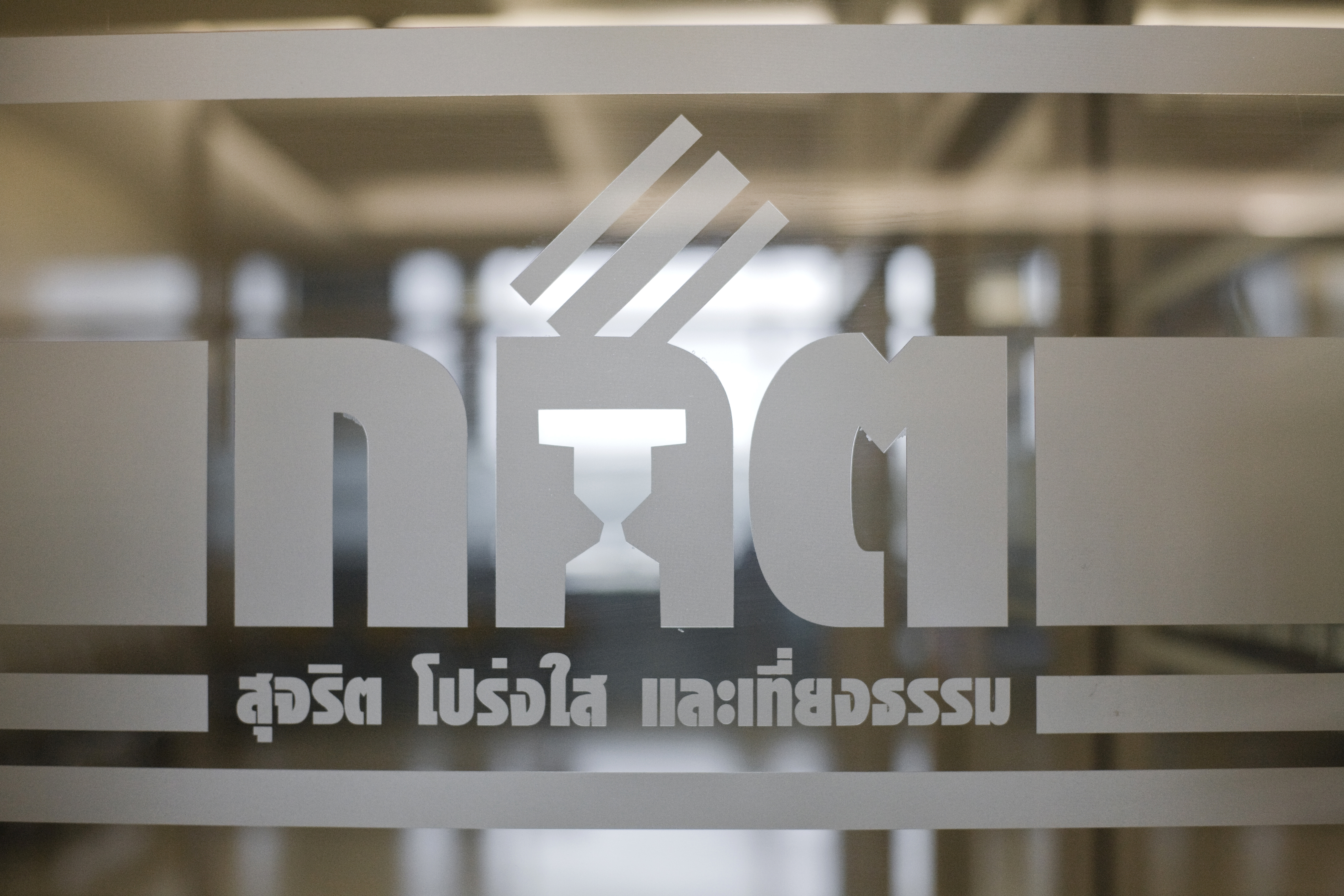
Logo an einer Tür im Gebäude der Wahlkommission

Die Wahlkommission Thailands (thailändisch คณะกรรมการการเลือกตั้ง, RTGS Khana Kammakan Kan-Lueaktang, kurz กกต.; englisch Election Commission of Thailand, ECT) ist eine von der thailändischen Verfassung vorgeschriebene „unabhängige Behörde“, die für die korrekte Durchführung von Parlaments- und Kommunalwahlen sowie Referenden zuständig ist. Die Wahlkommission agierte in der Vergangenheit äußerst aktiv und umstritten. Durch das Erzwingen von Neuwahlen und die Disqualifikation von Kandidaten beeinflusste sie den Ausgang der Senatswahl 2000 und der Parlamentswahlen 2006 und 2007. 2024 hat die Wahlkommission die Auflösung der oppositionellen Fortschrittspartei (Move Forward Party, MFP) verlangt, nachdem sie bei der Wahl 2023 die meisten Parlamentssitze gewonnen hatte.
Der Vorsitzende ist Ittiporn Boonprakong (seit August 2018), Generalsekretär ist Jarungvith Phumma (seit Mai 2018).

## Geschichte
Die Wahlkommission entstand in ihrer jetzigen Form durch die Verfassungsreform 1997.
Am 10. Mai 2010 wurde, im Zuge der Unruhen in Bangkok 2010, das Haus des Vorsitzenden Apichart Sukkhakanont mit aus Feuerwerkskörpern gebauten Bomben angegriffen.
Im November 2010 entschied das Verfassungsgericht mit vier zu zwei Stimmen eine Klage gegen die Demokratische Partei wegen Veruntreuung von Geldern der Wahlkommission aus dem Jahr 2005 nicht weiterzuverfolgen. Als Gründe nannte das Gericht Formfehler.

### Parlamentswahl 2011
Am 12. Juli 2011 leitete die Kommission eine Untersuchung der Kampagne der Pheu-Thai-Partei (PTP) ein. Konkret wird die Beteiligung von Thaksin Shinawatra und anderer vom Politikbetrieb ausgeschlossener Personen am Wahlkampf der PTP vermutet. Am 19. Juli verwarf sie sämtliche Beschwerden und bestätigte das ursprüngliche Ergebnis.

### Parlamentswahl 2014
Im Zuge der Proteste in Thailand 2013/2014 klagte die Wahlkommission ein, dass sie berechtigt sei, den von der Regierung auf den 2. Februar 2014 gesetzten Wahltermin zu verschieben. Am 24. Januar 2014 entschied das Verfassungsgericht einstimmig zugunsten der Wahlkommission.

### Parlamentswahl 2019
Im Vorfeld der Parlamentswahl im März 2019 schnitt die Wahlkommission im November 2018 die Wahlkreise neu zu, deren Zahl von 400 auf 350 reduziert worden war. Der Befehlshaber der Militärjunta („Nationaler Rat zur Erhaltung des Friedens“), General Prayut Chan-o-cha, stoppte jedoch die Veröffentlichung der Karte der neuen Wahlkreise. Er berief sich dabei auf Artikel 44 der Übergangsverfassung, der ihm weitreichende Sonderbefugnisse einräumt. Prayuts Anordnung verzögerte die Bekanntgabe der Wahlkreisgrenzen und erlaubte der Kommission, die Wahlkreise nach Belieben – unabhängig von den Vorgaben der bisherigen Wahlgesetze – zuzuschneiden. Die oppositionelle Pheu-Thai-Partei und die Stiftung „Offenes Forum für Demokratie“ befürchteten daraufhin Gerrymandering zugunsten der Parteien, die die Junta unterstützten.
Im Monat vor der Wahl beantragte die Wahlkommission beim Verfassungsgericht das Verbot der Thai-Raksa-Chart-Partei. Diese stand dem Lager des ehemaligen Ministerpräsidenten Thaksin Shinawatra und der „Rothemden“ nahe. Sie hatte Prinzessin Ubol Ratana, die ältere Schwester des Königs Maha Vajiralongkorn, als Spitzenkandidatin aufgestellt, die 1972 bei ihrer Hochzeit mit einem Amerikaner auf ihren königlichen Titel verzichtet hatte. Dennoch sah die Wahlkommission in der Nominierung eines Mitglieds der Königsfamilie einen Verstoß gegen die Prinzipien der konstitutionellen Monarchie. Das Verfassungsgericht folgte dem Antrag der Kommission.
Nach der Wahl disqualifizierte die Wahlkommission den gewählten Kandidaten in einem Wahlkreis der Provinz Chiang Mai, ein Mitglied der oppositionellen Pheu-Thai-Partei. Er hatte in der Wahlkampfzeit Geld und eine Uhr an einen prominenten Mönch gespendet. In dem Wahlkreis musste die Wahl wiederholt werden. Einen Monat nach der Wahl gab die Wahlkommission bekannt, die nach Parteilisten vergebenen Sitze nach einer anderen Formel zu vergeben als zunächst angenommen. Dadurch erhielten auch Kleinstparteien, die weniger als 71.000 Stimmen (ca. 0,2 %) bekommen hatten, je einen Sitz. Damit sind insgesamt 27 Parteien im Parlament vertreten – mehr als jemals zuvor – darunter elf Parteien mit je nur einem Sitz. Die größeren Parteien verloren dadurch gegenüber dem zunächst angenommenen Modell an Sitzen. Am stärksten betroffen war die gegen die Militärjunta eingestellte Partei Neue Zukunft, die sieben Sitze weniger erhielt als erwartet. Die Anti-Junta-Koalition verlor dadurch ihre zunächst angenommene Mehrheit und kam nur noch auf 245 Sitze. Das thailändische Verfassungsgericht befand die neue Regelung am 8. Mai 2019 für rechtmäßig.
Ebenfalls im Mai 2019 klagte die Wahlkommission den Vorsitzenden der Partei Neue Zukunft, Thanathorn Juangroongruangkit, wegen Verstoßes gegen das Wahlrecht an. Sie warf ihm vor, noch kurz vor der Wahl Anteile an einem Medienunternehmen besessen zu haben, was Wahlkandidaten nicht erlaubt ist. Dies führte zu einer Suspendierung von Thanathorns Parlamentsmandat durch das Verfassungsgericht. Im Dezember 2019 beantragte die Wahlkommission beim Verfassungsgericht die Auflösung der Partei Neue Zukunft, weil Thanathorn seiner Partei Darlehen im Wert von 6,3 Millionen US-Dollar gewährt hatte.

## Zusammensetzung
Die Wahlkommission besteht aus einem Vorsitzenden und vier weiteren Mitgliedern. Diese werden für einen Zeitraum von sieben Jahren vom König aufgrund der Empfehlung des Senats bestimmt. Drei Mitglieder werden dem Senat zuvor von einem siebenköpfigen Gremium vorgeschlagen. Dieses setzt sich aus den Präsidenten des Obersten Gerichtshofs, des Verfassungsgerichts und des Obersten Verwaltungsgerichts, dem Präsidenten des Repräsentantenhauses, dem parlamentarischen Oppositionsführer und je einem Vertreter des Obersten Gerichtshofs und des Obersten Verwaltungsgerichts, die jedoch keine Richter sind, zusammen. Zwei weitere Mitglieder schlägt das Verfassungsgericht als solches vor.
Die Mitglieder der Wahlkommission müssen mindestens vierzig Jahre alt sein, einen berufsqualifizierenden Hochschulabschluss haben, dürfen kein politisches Amt oder Mandat innehaben, keinem der anderen Verfassungsorgane angehören und in den letzten drei Jahren vor ihrer Ernennung keiner Partei angehört haben.
Der Generalsekretär der Wahlkommission ist für das Tagesgeschäft zuständig.